# Juri Wassiljewitsch Gawrilow
Juri Wassiljewitsch Gawrilow (russisch Юрий Васильевич Гаврилов; * 3. Mai 1953 im Dorf Setun, Rajon Odinzowo in der Oblast Moskau) ist ein ehemaliger sowjetischer Fußballspieler und Fußballtrainer.

## Karriere
Gawrilow begann seine Laufbahn als Fußballspieler bei Iskra Moskau, seit dem Jahr 1973 spielte er bei Dynamo Moskau, es gelang ihm aber nicht einen Stammplatz in der ersten Mannschaft dieses Teams zu erreichen. Im Jahr 1977 wechselte er zu Spartak Moskau. Bei Spartak erlangte der offensive Mittelfeldspieler rasch die Rolle eines torgefährlichen Spielmachers. 1979 wurde er mit Spartak sowjetischer Meister und 1981 stand er mit seiner Mannschaft im Finale des sowjetischen Pokals, welches allerdings gegen den SKA Rostow mit 0:1 verloren wurde. Im Jahr 1983 wurde Spartak sowjetischer Vizemeister und Gawrilow wurde Torschützenkönig der höchsten sowjetischen Spielklasse, der Wysschaja Liga.
Für die Sowjetische Nationalmannschaft spielte Gawrilow zwischen 1978 und 1985 insgesamt 46-mal und erzielte zehn Tore. Beim Fußballturnier der Olympiade 1980 gewann er mit dem sowjetischen Team die Bronzemedaille. Im Jahr 1982 nahm er an der WM in Spanien teil.
Ab dem Jahr 1985 wechselte Gawrilow zunächst für eine Saison zu Dnipro Dnipropetrowsk, dann zu Lokomotive Moskau. Im Jahr 1988 wechselte er nach Finnland zum Verein Porin Pallo-Toverit, der später in FC Jazz Pori umbenannt wurde. Bereits 1989 kehrte er allerdings wieder zu Lokomotive Moskau zurück. In den folgenden Jahren spielte Gawrilow dann unter anderem für Presnja Moskau, Saturn Ramenskoje sowie für Vereine in der Republik Moldau.
In Moldau begann er im Jahr 1996 auch seine Laufbahn als Fußballtrainer beim FC Tiraspol. Im Jahr 2001 trainierte er für kurze Zeit die Nationalmannschaft der DR Kongo. Im Jahr 2003 betreute er kurzzeitig Torpedo Metallurg Moskau, den heutigen FK Moskau.
Gawrilow ist noch heute, in einem Atemzug mit dem 2014 verstorbenen Fjodor Tscherenkow, einer der populärsten ehemaligen Spieler von Spartak Moskau und kommt regelmäßig in Veteranenteams dieses Vereins zum Einsatz.